# 澳洲土著麵包

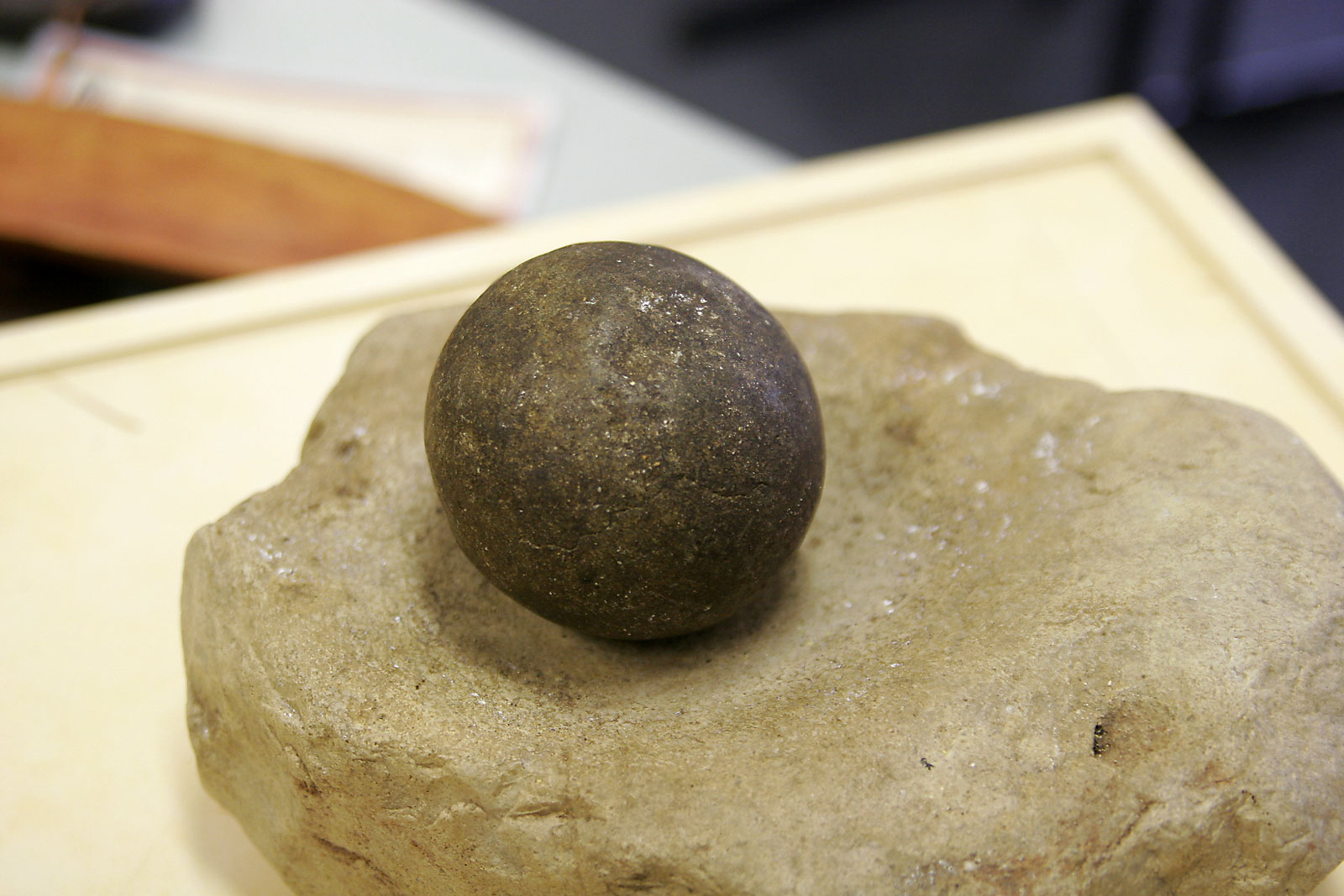
澳洲土著就是使用這樣的石頭來研磨麵粉

澳洲土著麵包在澳洲已經有幾千年的歷史。當歐洲人的預先研磨的白麵粉抵達了澳洲後，這個傳統才逐漸消失。麵包製作是傳統的女性工作。它涉及收集季節性的草或者乾果。這些都是她們準備做麵粉的材料。由於是勞力密集的工作，每次都需要數名女士參與。

## 製作過程

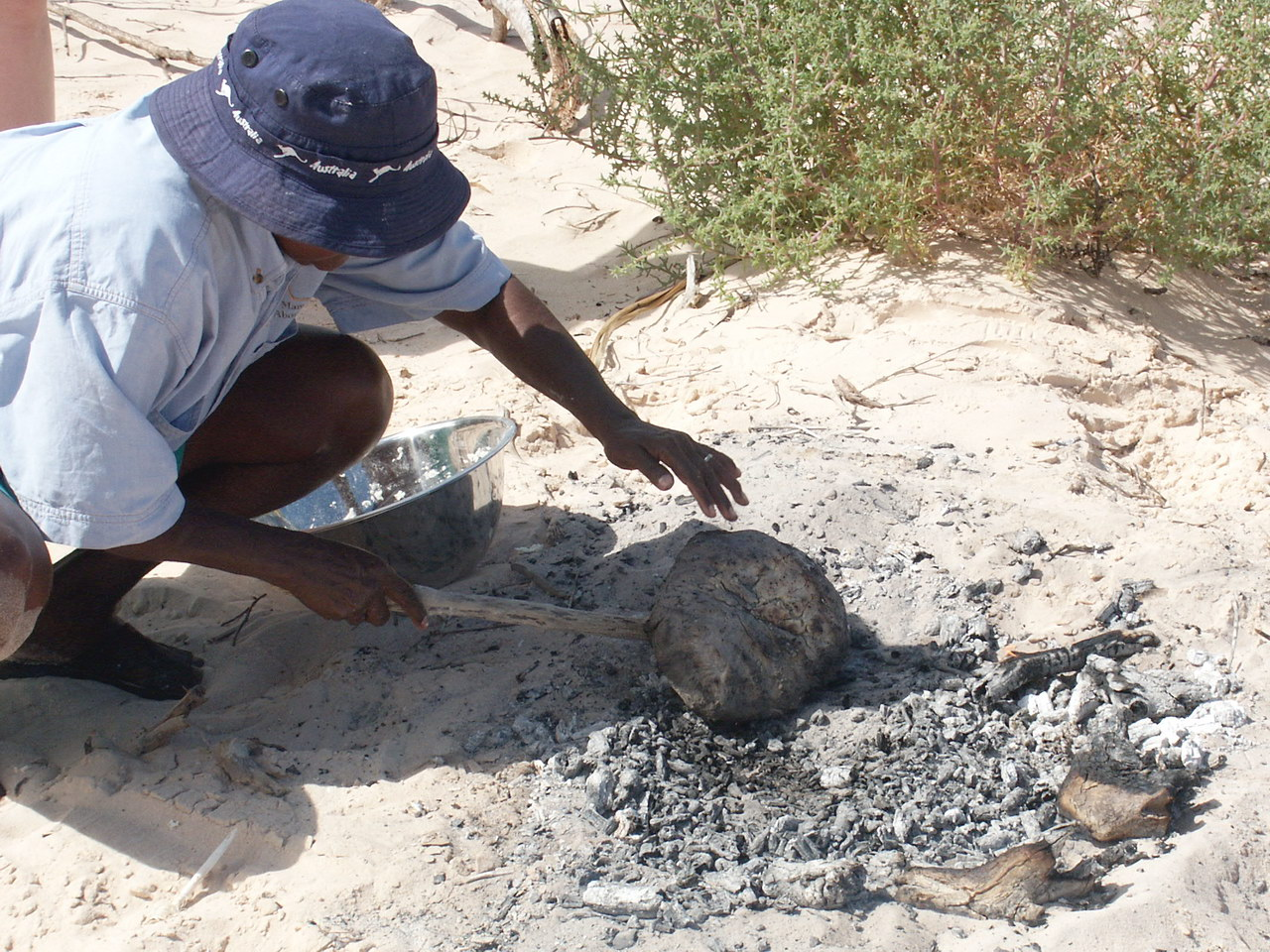
利用熱煤來製作土著麵包

首先收集穀物或植物的種子。隨著時間與地點不同而採摘不同的種子。在澳洲中部，常見的種子是Native millet、鬟刺和相思树豆。在澳洲西北部的女士在乾旱的季節會從螞蟻窩中尋找很多種子。